# 克里夫蘭音樂學院
克利夫蘭音樂學院（英語：Cleveland Institute of Music，縮寫CIM），是美國一所獨立音樂學院，位於俄亥俄州克利夫蘭市東邊的大學圈。該校排名一直排在美國所有音樂學院的前10名。目前校長為保羅·霍格（Paul Hogle）。
該校成立於1920年，當時由作曲家歐內斯特·布洛赫（Ernest Bloch）擔任校長。該校總學生人數大約在400至450名（包括專業、研究生和本科生）。每年約有1,000至1,200名學生申請150個音樂本科生秋季入學名額（錄取率大約13%）。而每年秋季約有60至70名音樂本科新生實際註冊入學；該校五年本科生畢業率大約為 81％。
克利夫蘭音樂學院和鄰近的克里夫蘭管弦樂團及凱斯西儲大學有非常密切的合作關係。許多 CIM 的教職員來自克里夫蘭管弦樂團的成員和專業演奏家。值得一提的是，克里夫蘭管弦樂團是美國五大交響樂團之一，其演奏廳（Severance Hall）就在校園附近。還有，CIM 學生可以使用凱斯西儲大學的學生宿舍和學校設施，CIM 學生也可以到凱斯西儲大學修課，如果學生被兩個學校都接受入學，學生可以同時在 CIM 和凱斯西儲大學攻讀學位。